# Potsdamdagen

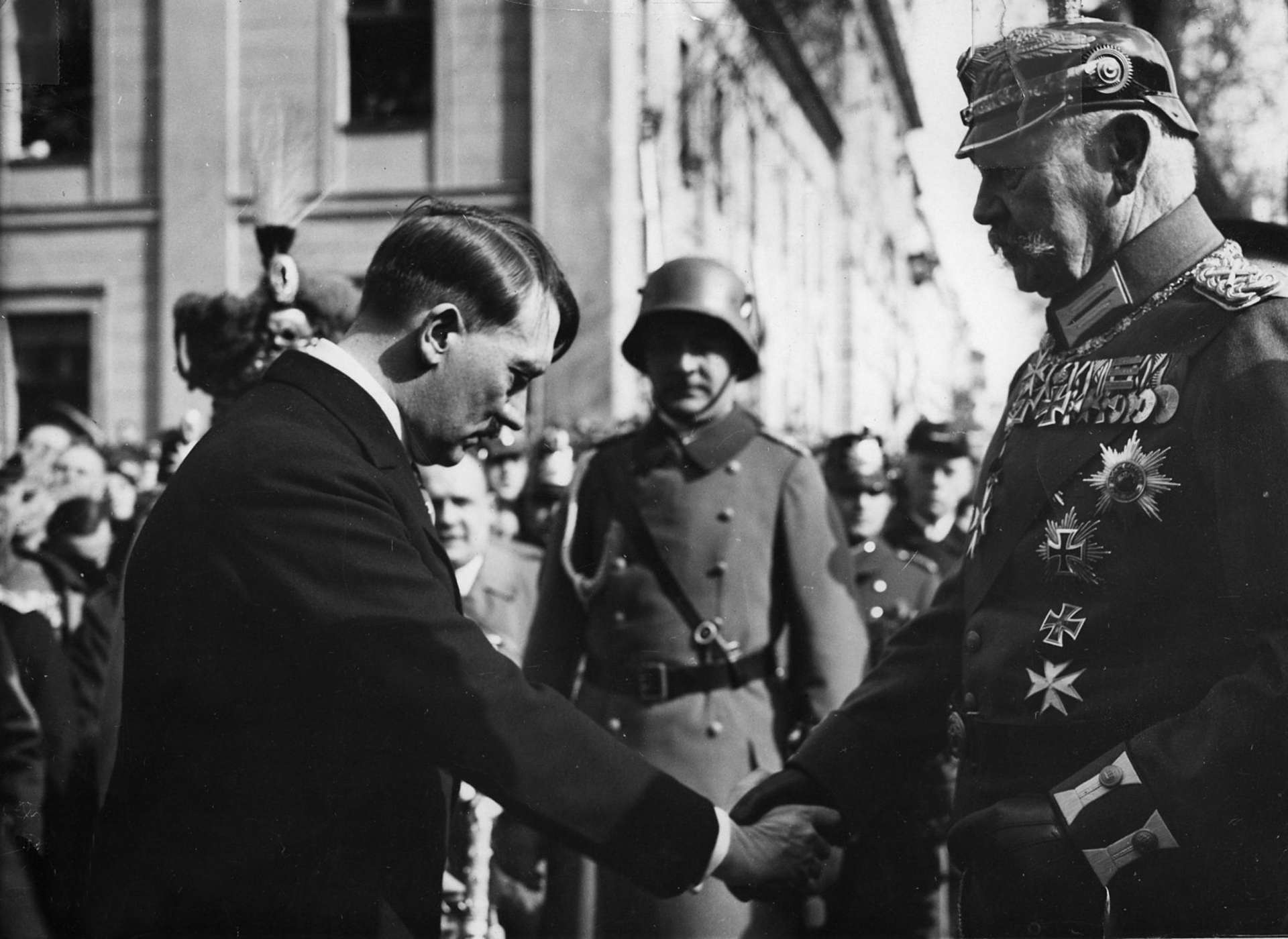
Rikskansler Adolf Hitler hälsar på rikspresidenten Paul von Hindenburg. Hitler gjorde här ett av sina ytterst sällsynta framträdanden i jackett och cylinderhatt.

Potsdamdagen (tyska: Tag von Potsdam) var en sammankomst i Garnisonkirche i Potsdam i samband med den tyska Riksdagens öppnande 21 mars 1933, efter riksdagsvalet 5 mars 1933. Riksdagsledamöterna deltog i en öppningsceremoni, där också rikspresidenten Paul von Hindenburg närvarade, enligt den sed som fram till 1918 använts för kejsarens mottagande av de nyvalda riksdagsledamöterna. Före mötet hölls gudstjänst för protestantiska ledamöter i Nikolaikyrkan och för katolska i Petrus- och Pauluskyrkan i Potsdam. Ledamöterna från SPD och KPD bojkottade ceremonin. Det egentliga konstituerande mötet för Riksdagen ägde rum senare samma dag i Krolloper i Berlin, eftersom riksdagshusbranden en månad tidigare förstört Riksdagshuset.
Vid detta tillfälle hade Adolf Hitler varit Tysklands rikskansler i nästan två månader. Han hade ännu inte diktatorisk makt, utan hans koalitionsregering med det konservativa DNVP var beroende av Hindenburgs förtroende. Propagandaministern Joseph Goebbels planerade "Potsdamdagen" för att falla konservativa och monarkister, som rikspresident Hindenburg, i smaken. Dagen skulle därmed i NSDAP-propagandan synliggöra det nya bandet mellan det nationalistiska och konservativa Tyskland och det nationalsocialistiska partiet, för att markera kontinuiteten mellan det "andra riket" (Tyska kejsardömet) och det "tredje riket".
Två dagar senare röstade Riksdagen igenom Fullmaktslagen, som gjorde Hitler till högste lagstiftare och därmed till Tysklands diktator.